# 治多県
治多県（ちた-けん、ディトェ・ゾン, 'bri stod rdzong）は中華人民共和国青海省玉樹チベット族自治州に位置する県。

## 行政区画
- 鎮:加吉博洛格鎮
- 郷:索加郷、扎河郷、多彩郷、治渠郷、立新郷